# Gruvdrift i Azerbajdzjan

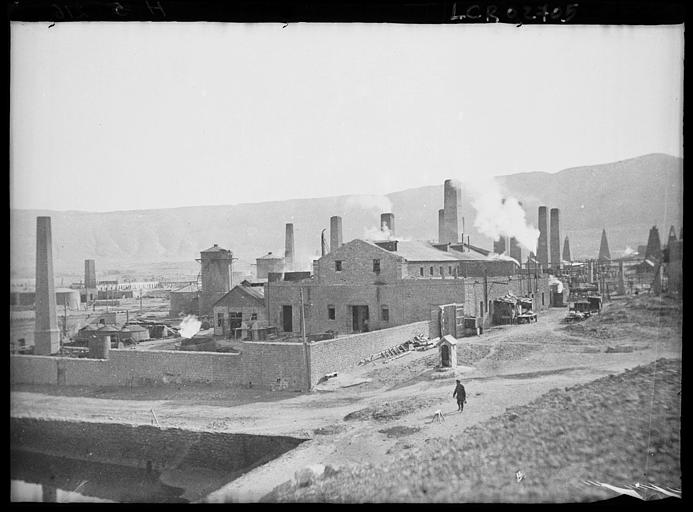
Oljeraffinaderi i Baku, Azerbajdzjan på ett foto från 1891.

Gruvdriften i Azerbajdzjan gäller järn, koppar och molybden, och mineralerna alunit, svavelkis och stensalt. Huvuddelen av mineralproduktionen sker i Apsjeronregionen.
Under 2000-talet har Azerbajdzjan också börjat utvinna silver och guld. Gruvdrift pågår i Nachitjevan-området, i Gədəbəy-distriktet och inom de av Armenien ockuperade områdena i distrikten Kəlbəcər och Zəngilan. Utvinningen görs av det brittiska företaget Anglo Asian Mining PLC. Totalt beräknas 2 500 ton silver, 1 500 000 ton koppar och 400 ton guld kunna utvinnas.
Olja hittades i mitten av 1800-talet och har under långa perioder dominerat Azerbajdzjans ekonomi och export. Det är framför allt i Kaspiska havet som oljan och naturgasen utvinns. Vid 1900-talets början svarade Baku för 50 procent av världsproduktionen av olja. Prospekteringar på 2000-talet i den stora insjön påvisar stora fyndigheter av naturgas, men oljereserverna verkar vara mindre än vad man tidigare trott. Stora utvinningsprojekt pågår vid Kaspiska havet sedan 2010 vid Shah-Deniz och vid Azeri–Chirag–Gunashli.
Landets läge gör det svårt att nå ut med olja till användarna i Västeuropa. Centrum för raffinering och distribution av oljan är Baku. Oljeledningar går från Baku till flera oljehamnar vid Svarta havet.
Merparten av Azerbajdzjans industri är knuten till utvinningen och förädlingen av olja och naturgas, men även till viss del mineralförekomsterna. Oljan utgör basen för den kemiska industrin och för den verkstadsindustri som är knuten till oljeutvinningen, framför allt i Baku. Oljeutvinning och raffinering står för drygt 75 procent av Azerbajdzjans industriproduktion och sysselsatte 2005 tillsammans med metallurgin mer än 60 000 människor. Landet har också på 2000-talet höjt sin stålproduktion.
Oljeproduktionen vid fälten som öppnandes under Sovjeteran håller på att ta slut. Men nya utländska investeringar vid Kaspiska havet och en del lyckade prospekteringar vid gamla sinade fält har satt fart på oljeproduktionen igen. 2005 tecknade Azerbajdzjan ett drygt tjugotal nya avtal om oljeutvinning med ett trettiotal företag från femton olika länder.